# Stuttgart Database of Scientific Illustrators 1450–1950
Stuttgart Database of Scientific Illustrators 1450–1950 (okrajšava DSI) je spletni repozitorij bibliografskih podatkov o ljudeh, ki so ilustrirali objavljena znanstvena dela od časa izuma tiskanja knjig okoli leta 1450 do leta 1950; slednja meja je bila izbrana z namenom izključevanja trenutno aktivnih ilustratorjev. Baza vključuje tiste, ki so delali na različnih področjih - vključno z ilustracijami s področja astronomije, botanike, zoololigije in medicine.
Bazo podatkov gosti Univerza v Stuttgartu. Vsebina je prikazana v angleščini in je prosto dostopna. Od januarja 2020 na domači strani spletnega mesta piše, da zbirka podatkov vključuje več kot 12.500 ilustratorjev. Spletno mesto je mogoče iskati po 20 iskalnih poljih.
Predloge za dodatne prispevke ali dopolnitve lahko predlagajo predstavniki javnosti, vendar predloge pred vključitvijo uredniško pregledajo.

## Zgled
Primer vnosa za Charlesa Tunnicliffa si lahko ogledate na http://www.uni-stuttgart.de/hi/gnt/dsi2/index.php?table_name=dsi&function=details&where_field=id&where_value=5570